# Patata campana
La  Patata campana e la patata campana bisestile sono dei tipi di patata coltivate in Campania.
Il 77% della produzione di patata comune viene coltivata nella pianura di Polvica, (Napoli).

La patata "comune" si raccoglie fino alla fine di agosto.

Quella bisestile, con ciclo estivo-autunnale, si semina in luglio e agosto e la raccolta avviene in novembre, dicembre.

## Utilizzi
La patata è molto utilizzata nella cucina napoletana.

Tra i piatti principali si ricordano:
- il famoso gattò di patate napoletano, ossia uno sformato salato di patate, tipico della cucina partenopea, inventato in occasione delle nozze della regina Maria Carolina, figlia di Maria Teresa Lorena-Asburgo moglie di Ferdinando I Borbone, nel 1768[1][2].
- la zuppa accio e baccalà, un piatto povero della tradizione culinaria irpina; si tratta di una minestra con sedano bianco (accio), patate e baccalà, che veniva consumata dai braccianti
- l'insalata di totani e patate.
- il baccalà con le patate.